# Тосонценгел
Тосонценгел (монг. Тосонцэнгэл)— сомон аймаку Хувсгел, Монголія. Площа 2,2 тис. км², населення 4,2 тис. чол. Центр сомону селище Ценгел лежить за 607 км від Улан-Батора, за 64 км від міста Мурен.

## Рельєф
Гори Халзанбургед (2263 м), річки і долини Селенга, Делгер та їх притоки. Хребти Тосон, Ценгел.

## Клімат
Клімат різко континентальний. Щорічні опади 260–330 мм, середня температура січня −24°С, середня температура липня +16°С.

## Природа
Водяться зайці, аргалі, вовки, лисиці, тарбагани.

## Корисні копалини
Сомон багатий на будівельну сировину.

## Соціальна сфера
Школа, лікарня, сфера обслуговування, туристичні бази, майстерні.